# Dolby Cinema

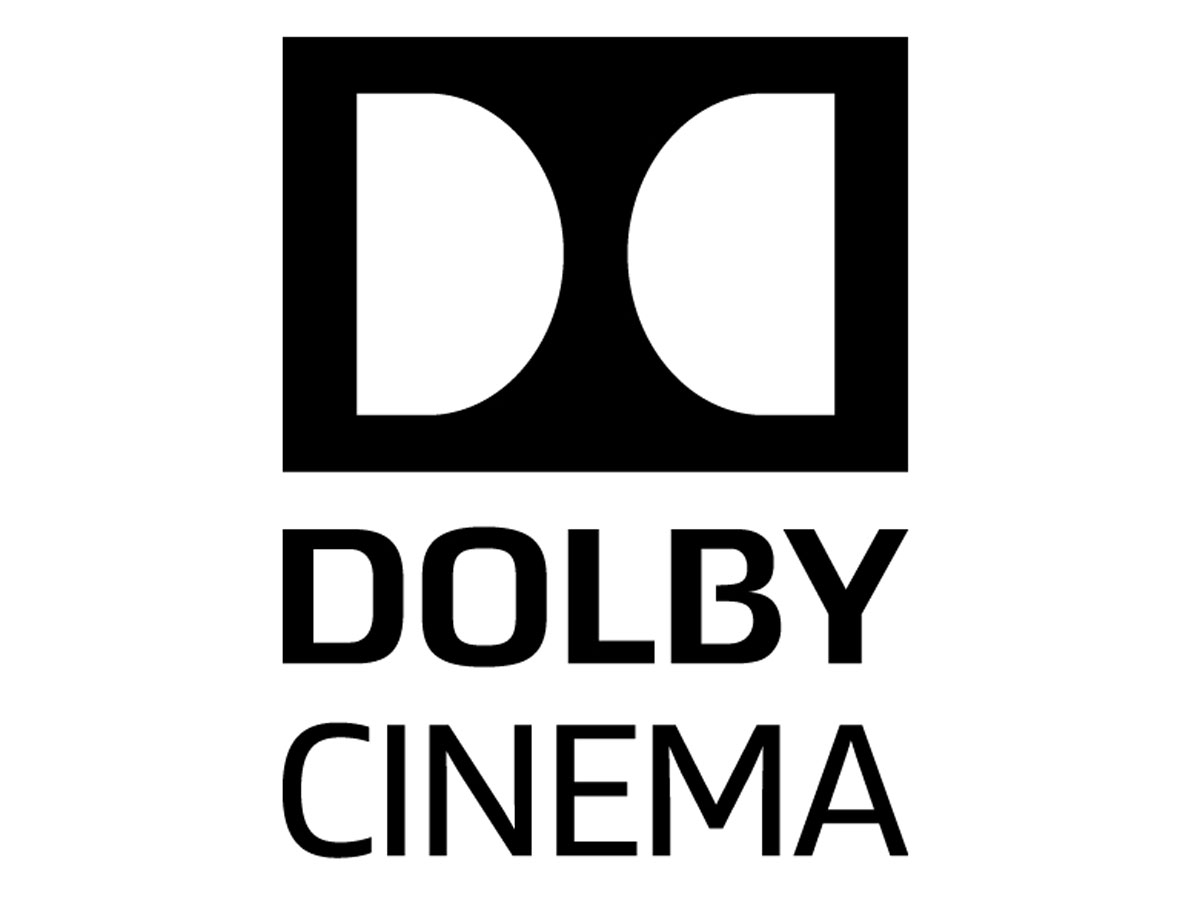
Logo

Das Dolby Cinema ist ein Premium-Kino-Produkt der Dolby Laboratories, welches sich insbesondere durch die Verwendung von Dolby Vision und Dolby Atmos in Kombination mit einem speziellen Design des Kinosaals auszeichnet. Die technische Minimalausstattung und das Design werden dabei durch Dolby festgelegt. Der bekannteste Konkurrent ist IMAX.

## Geschichte
Das erste Kino mit einem solchen Kinosaal öffnete diesen am 18. Dezember 2014 in Eindhoven in den Niederlanden. Es folgte ein Kinosaal in Barcelona. Zum Start standen noch keine Projektoren mit Dolby Vision zur Verfügung, daher wurden welche ohne Dolby Vision verwendet und dann nachträglich durch die passenden Projektoren ersetzt.
Der erste Dolby-Cinema-Kinosaal im deutschsprachigen Raum wurde 2015 in Linz eröffnet. Der zweite folgte 2016 in Salzburg. Beide Kinos gehören zur Cineplexx Gruppe. Der erste entsprechende Kinosaal in Deutschland wurde im Mai 2019 im Münchner Mathäser-Filmpalast eröffnet.

## Technik

### Projektoren
Verwendet werden zwingend zwei 4K-6P-Laserprojektoren mit Dolby Vision die speziell von Dolby mitentwickelt wurden und von Christie hergestellt werden. Diese Projektoren sind dabei ausschließlich dem Dolby Cinema vorbehalten und werden nicht ohne das Dolby Cinema verkauft. Beide Projektoren strahlen die Leinwand dabei gleich an, sodass Pixel auf Pixel liegt. Hierdurch soll sich die Helligkeit verdoppeln und der Kontrast damit erhöhen. Zusätzlich erwähnt Dolby ein angenehmeres Gefühl für die Augen durch geringere Vibrationen des Bildes. Die höhere Helligkeit hat dazu den Vorteil, dass für 3D-Vorführungen keine speziell beschichtete Leinwand benötigt wird, die das Bild leicht verfälschen könnte.
Dolby Vision kommt zum Einsatz, wenn das Filmmaterial diese Möglichkeit bietet. Es handelt sich dabei um ein Konkurrenzprodukt zu HDR, jedoch ist dieses im Gegensatz zu HDR ein patentiertes Lizenzprodukt und die Verwendung für die Studios und Fernsehhersteller damit kostenpflichtig. Dolby Vision zeichnet sich dabei durch eine höhere Farbtiefe (12 bit statt 10 bit) und detailliertere Bildinformationen aus. Bei dieser Technik werden für jede Szene (oder sogar für jedes Bild) Informationen zur Helligkeit in den Metadaten gespeichert. Damit können einzelne Bereiche im Bild nachträglich dunkler und andere heller werden um ein möglichst kontrastreiches und das vom Regisseur angestrebte Bild zu erhalten.
Die maximale Auflösung der Dolby-Vision-Technik liegt bei 7680 × 4320 Pixeln (8K, bzw. der vierfachen Auflösung von 4K), diese ist jedoch nicht vorgeschrieben.
Das 6P im Namen der Projektoren steht dabei für die verwendete 3D-Technik (siehe Dolby 3D), bei der im Bild für das rechte Auge die Wellenlänge der Grundfarben des Lichts (rot, grün und blau) im Vergleich zum Bild für das linke Auge leicht verändert wurde. Mittels schmalbandiger, passiver Filterbrillen können beim Zuschauer so die Bildinformationen für die beiden Augen getrennt werden. Im Vergleich zum verbreiteteren, konkurrierenden Verfahren, welches auf Grundlage von polarisiertem Licht arbeitet, soll Dolby 3D weniger Ghosting, sowie eine höhere Helligkeit und bessere Kontrastdarstellung bieten. Nachteilig sind die etwas teureren 3D-Brillen für den Zuschauer und die aufwendigere Projektortechnik. Dafür wird jedoch keine teure, silberbeschichtete Leinwand benötigt. Um Farbverschiebungen durch die veränderten Grundfarben auszugleichen, muss das Bild für das entsprechende Auge vor der Projektion digital farbkorrigiert werden.

### Ton
Der Ton entspricht zwingend dem Dolby-Atmos-Standard und soll möglichst nah an dem der Master-Tonspur liegen. Bei Dolby Atmos sind Lautsprecher an den Seiten, an der Rückseite, an der Decke und auch hinter der Leinwand angebracht um einen möglichst variabel im Raum wandernden Ton zu ermöglichen.

## Design

### Eingang
Dolby schreibt einen speziellen Eingangsbereich vor, der „Prelude“ oder „Audiopath“ genannt wird. Der Eingang soll auf den Film einstimmen und den Zuschauer schon beim Betreten des Saals seine Sorgen vergessen lassen. Es wird dabei eine Art Tunnel errichtet, an dessen Wände spezielle Szenen, meistens aus dem Film, zu sehen sind, die durch passende Akustik untermalt werden. Der Tunnel hat dabei zu Beginn keine Eingangstür, erst im Kinosaal ist diese zu finden.

### Farben

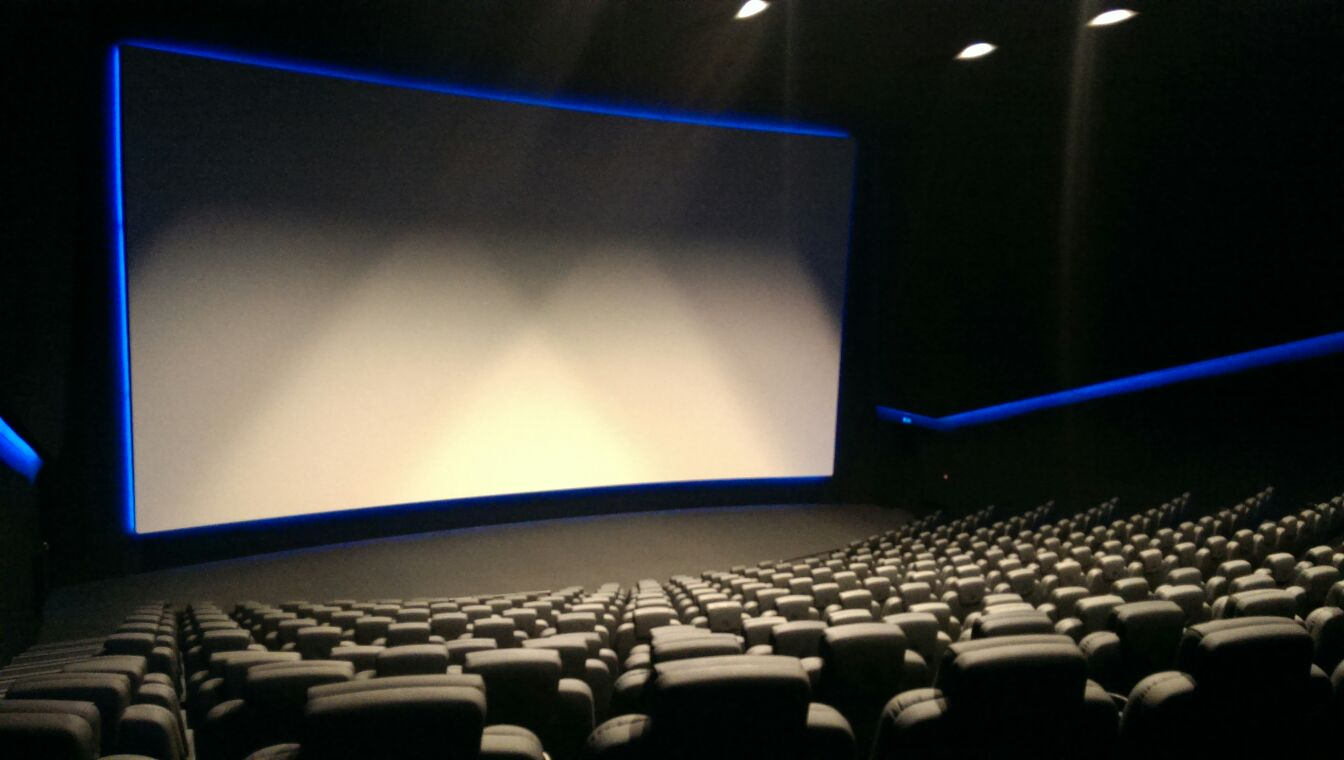
Dolby Cinema in Hilversum, Niederlande

Der ganze Kinosaal ist in schwarz gehalten. Der einzige farbige Akzent darf dabei durch blaue Leuchtmittel kreiert werden. Das Kino in Eindhoven hat dabei sogar eine Sondererlaubnis der Feuerwehr, die Notausgangsbeleuchtung während der Vorstellung ausschalten zu dürfen, um einen komplett schwarzen Saal zu haben.

### Bestuhlung
Die Bestuhlung ist leicht kurvig, in der Höhe stärker ansteigend als normalerweise und besteht komplett aus schwarzen hohen Premium-Kinositzen. Es soll von jedem Sitzplatz möglich sein, ohne Verrenkung den Film zu genießen, dafür lassen sich in manchen Kinos auch manche Sitze neigen.

### Saal
Der Saal zeichnet sich besonders durch die versteckten Lautsprecher aus. Es soll nichts von der Leinwand und dem Film ablenken, daher sind die Wände komplett glatt und haben keine herausstehenden Gegenstände. Die Lautsprecher sind daher hinter einem schwarzen Stoff montiert.

## Installationen (Auswahl)
Stand: Januar 2024
Deutschland:
- München (Mathäser-Filmpalast)
- Hamburg (Kinopolis Hafencity)[6]
- Esslingen (Traumpalast)[9]

Österreich:
- Linz
- Salzburg
- Wien

Niederlande:
- Eindhoven
- Hilversum
- Den Haag
- Rotterdam
- Amsterdam

Frankreich:
- Paris
- Thiais
- Massy
- Lyon
- Rouen
- Nizza
- Marseille
- Toulouse
- Rennes
- Tremblay-En-France
- Antibes

England:
- London
- Leeds

- Manchester
- Liverpool
- Gateshead
- Birmingham

Weitere Installationen bestehen in den USA (137 Stück), China (46 Stück), Dubai (drei Stück), Japan und Kuwait (jeweils eins).